# Carrascal de Barregas
Carrascal de Barregas là một đô thị ở tỉnh Salamanca, phía tây Tây Ban Nha, cộng đồng tự trị Castile-Leon. Đô thị này có cự ly 10 kilômét so với thành phố Salamanca với dân số năm 2008 là 769 người. Đô thị Carrascal de Barregas có diện tích 76,6 km².
Đô thị Carrascal de Barregas nằm trên khu vực có độ cao 797 mét trên mực nước biển.
==Tham khảo==